# Världsmästerskapen i simsport 2001
Världsmästerskapen i simsport 2001, de 9:e världsmästerskapen i simsport, hölls i Fukuoka, Japan, den 16 till den 29 juli 2001. Tävlingar i tävlingssimning, simhopp, öppet vatten-simning, vattenpolo och konstsim hölls.
Till dessa mästerskap utökades tävlingsprogrammet med åtta grenar. De nya grenarna i simning för herrar och damer var 800 meter frisim, 50 meter ryggsim, 50 meter bröstsim och 50 meter fjärilsim. I öppet vatten-simning ströks de två mix-tävlingarna som arrangerades 1998 och ersattes av 10 kilometer för herrar och damer. 

## Medaljfördelning
Värdland 
| Pl.    | Nation         | Guld | Silver | Brons | Totalt |
| ------ | -------------- | ---- | ------ | ----- | ------ |
| 1      | Australien     | 13   | 4      | 6     | 23     |
| 2      | Kina           | 10   | 6      | 4     | 20     |
| 3      | USA            | 9    | 9      | 8     | 26     |
| 4      | Ryssland       | 6    | 8      | 7     | 21     |
| 5      | Italien        | 6    | 2      | 4     | 12     |
| 6      | Tyskland       | 4    | 7      | 8     | 19     |
| 7      | Nederländerna  | 3    | 5      | 1     | 9      |
| 8      | Ukraina        | 3    | 1      | 1     | 5      |
| 9      | Sverige        | 1    | 3      | 2     | 6      |
| 10     | Storbritannien | 1    | 2      | 4     | 7      |
| 11     | Japan          | 1    | 1      | 7     | 9      |
| 12     | Kanada         | 1    | 1      | 3     | 5      |
| 13     | Rumänien       | 1    | 1      | 2     | 4      |
| 14     | Ungern         | 1    | 1      | 1     | 3      |
| 15     | Spanien        | 1    | 0      | 0     | 1      |
| 16     | Frankrike      | 0    | 2      | 1     | 3      |
| 17     | Mexiko         | 0    | 2      | 0     | 2      |
| 17     | Österrike      | 0    | 2      | 0     | 2      |
| 19     | Island         | 0    | 1      | 1     | 2      |
| 20     | Polen          | 0    | 1      | 0     | 1      |
| 20     | Schweiz        | 0    | 1      | 0     | 1      |
| 20     | Jugoslavien    | 0    | 1      | 0     | 1      |
| 20     | Costa Rica     | 0    | 1      | 0     | 1      |
| 24     | Sydafrika      | 0    | 0      | 1     | 1      |
| Totalt | Totalt         | 61   | 62     | 61    | 184    |

## Resultat

### Konstsim[1]
| Gren         | Guld                             | Silver                                           | Brons                                      |
| Individuellt | Olga Brusnikina Ryssland         | Virginie Dedieu Frankrike                        | Miya Tachibana Japan                       |
| Par          | Japan Miya Tachibana Miho Takeda | Ryssland Anastasija Jermakova Anastasia Davydova | Kanada Claire Carver-Dias Fanny Létourneau |
| Lag          | Ryssland                         | Japan                                            | Kanada                                     |

### Simhopp[2]

#### Herrar
| Gren        | Guld                    | Silver                                | Brons                                      |
| 1m          | Wang Feng Kina          | Wang Tianling Kina                    | Aleksandr Dobroskok Ryssland               |
| 3m          | Dmitri Sautin Ryssland  | Wang Tianling Kina                    | Ken Terauchi Japan                         |
| 10m         | Tian Liang Kina         | Alexandre Despatie Kanada             | Mathew Helm Australien                     |
| Synchro 3m  | Kina Peng Bo Wang Kenan | Mexiko Joel Rodriguez Fernando Platas | Ryssland Aleksandr Dobroskok Dmitri Sautin |
| Synchro 10m | Kina Tian Liang Hua Jia | Mexiko Eduardo Rueda Fernando Platas  | Ukraina Roman Volodkov Anton Zacharov      |

#### Damer
| Gren        | Guld                        | Silver                                              | Brons                                   |
| 1m          | Blythe Hartley Kanada       | Wu Minxia Kina                                      | Zhang Jing Kina                         |
| 3m          | Guo Jingjing Kina           | Irina Lasjko Australien                             | Julija Pachalina Ryssland               |
| 10m         | Xu Mian Kina                | Duan Qing Kina                                      | Loudy Tourky Australien                 |
| Synchro 3m  | Kina Wu Minxia Guo Jingjing | Ryssland Julija Pachalina Vera Ilyjnia              | Tyskland Ditte Kotzian Conny Schmalfuss |
| Synchro 10m | Kina Duan Qing Sang Xue     | Ryssland Jevgenija Olsjevskaja Svetlana Timosjinina | Japan Takiri Miyazaki Emi Otsuki        |

### Simning[3]

#### Herrar
| Gren            | Guld                                                          | Silver                                                                               | Brons                                                                            |
| 50 m frisim     | Anthony Ervin USA                                             | Pieter van den Hoogenband Nederländerna                                              | Roland Schoeman Sydafrika Tomohiro Yamanoi Japan                                 |
| 100 m frisim    | Anthony Ervin USA                                             | Pieter van den Hoogenband Nederländerna                                              | Lars Frölander Sverige                                                           |
| 200 m frisim    | Ian Thorpe Australien                                         | Pieter van den Hoogenband Nederländerna                                              | Klete Keller USA                                                                 |
| 400 m frisim    | Ian Thorpe Australien                                         | Grant Hackett Australien                                                             | Emiliano Brembilla Italien                                                       |
| 800 m frisim    | Ian Thorpe Australien                                         | Grant Hackett Australien                                                             | Graeme Smith Storbritannien                                                      |
| 1500 m frisim   | Grant Hackett Australien                                      | Graeme Smith Storbritannien                                                          | Alexei Filipets Ryssland                                                         |
| 50 m ryggsim    | Randall Bal USA                                               | Thomas Rupprath Tyskland                                                             | Matt Welsh Australien                                                            |
| 100 m ryggsim   | Matt Welsh Australien                                         | Örn Arnarson Island                                                                  | Steffen Driesen Tyskland                                                         |
| 200 m ryggsim   | Aaron Peirsol USA                                             | Markus Rogan Österrike                                                               | Örn Arnarson Island                                                              |
| 50 m bröstsim   | Oleg Lisogor Ukraina                                          | Roman Sloudnov Ryssland                                                              | Domenico Fioravanti Italien                                                      |
| 100 m bröstsim  | Roman Sloudnov Ryssland                                       | Domenico Fioravanti Italien                                                          | Ed Moses USA                                                                     |
| 200 m bröstsim  | Brendan Hansen USA                                            | Maxim Podoprigora Österrike                                                          | Kosuke Kitajima Japan                                                            |
| 50 m fjärilsim  | Geoff Huegill Australien                                      | Lars Frölander Sverige                                                               | Mark Foster Storbritannien                                                       |
| 100 m fjärilsim | Lars Frölander Sverige                                        | Ian Crocker USA                                                                      | Geoff Huegill Australien                                                         |
| 200 m fjärilsim | Michael Phelps USA                                            | Tom Malchow USA                                                                      | Anatoly Polyakov Ryssland                                                        |
| 200 m medley    | Massimiliano Rosolino Italien                                 | Tom Wilkens USA                                                                      | Justin Norris Australien                                                         |
| 400 m medley    | Alessio Boggiatto Italien                                     | Erik Vendt USA                                                                       | Tom Wilkens USA                                                                  |
| 4×100 m frisim  | Australien Michael Klim Ashley Callus Todd Pearson Ian Thorpe | Nederländerna Mark Veens Johan Kenkhuis Klaas-Erik Zwering Pieter van den Hoogenband | Tyskland Stefan Herbst Torsten Spanneberg Lars Conrad Sven Lodziewski            |
| 4×200 m frisim  | Australien Grant Hackett Michael Klim Bill Kirby Ian Thorpe   | Italien Emiliano Brembilla Matteo Pelliciari Andrea Beccari Massimiliano Rosolino    | USA Scott Goldblatt Nate Dusing Chad Carvin Klete Keller                         |
| 4×100 m medley  | Australien Matt Welsh Regan Harrison Geoff Huegill Ian Thorpe | Tyskland Steffen Driesen Jens Kruppa Thomas Rupprath Torsten Spanneberg              | Ryssland Vladislav Aminov Dmitryj Komornikov Vladislav Kulikov Dmitri Tjernytjev |

#### Damer
| Gren             | Guld                                                                     | Silver | Brons                                                    |
| 50 m frisim      | Inge de Bruijn Nederländerna                                             | Therese Alshammar Sverige | Sandra Völker Tyskland                                   |
| 100 m frisim     | Inge de Bruijn Nederländerna                                             | Katrin Meissner Tyskland | Sandra Völker Tyskland                                   |
| 200 m frisim     | Giaan Rooney Australien                                                  | Yang Yu Kina | Camelia Potec Rumänien                                   |
| 400 m frisim     | Jana Klotjkova Ukraina                                                   | Claudia Poll Costa Rica | Hannah Stockbauer Tyskland                               |
| 800 m frisim     | Hannah Stockbauer Tyskland                                               | Diana Munz USA | Kaitlin Sandeno USA                                      |
| 1500 m frisim    | Hannah Stockbauer Tyskland                                               | Flavia Rigamonti Schweiz | Diana Munz USA                                           |
| 50 m ryggsim     | Haley Cope USA                                                           | Antje Buschschulte Tyskland | Natalie Coughlin USA                                     |
| 100 m ryggsim    | Natalie Coughlin USA                                                     | Diana Mocanu Rumänien | Antje Buschschulte Tyskland                              |
| 200 m ryggsim    | Diana Mocanu Rumänien                                                    | Stanislava Komarova Ryssland | Joanna Fargus Storbritannien                             |
| 50 m bröstsim    | Luo Xuejuan Kina                                                         | Kristy Kowal USA | Zoë Baker Storbritannien                                 |
| 100 m bröstsim   | Luo Xuejuan Kina                                                         | Leisel Jones Australien | Ágnes Kovács Ungern                                      |
| 200 m bröstsim   | Ágnes Kovács Ungern                                                      | Qi Hui Kina | Luo Xuejuan Kina                                         |
| 50 m fjärilsim   | Inge de Bruijn Nederländerna                                             | Therese Alshammar Sverige | Anna-Karin Kammerling Sverige                            |
| 100 m fjärilsim  | Petria Thomas Australien                                                 | Otylia Jędrzejczak Polen | Junko Onishi Japan                                       |
| 200 m fjärilsim  | Petria Thomas Australien                                                 | Annika Mehlhorn Tyskland | Kaitlin Sandeno USA                                      |
| 200 m medley     | Martha Bowen USA                                                         | Jana Klotjkova Ukraina | Qi Hui Kina                                              |
| 400 m medley     | Jana Klotjkova Ukraina                                                   | Martha Bowen USA | Beatrice Căslaru Rumänien                                |
| 4x100 m frisim   | Tyskland Petra Dallmann Antje Buschschulte Katrin Meissner Sandra Völker | USA Colleen Lanne Erin Phenix Maritza Correia Courtney Shealy Storbritannien Alison Sheppard Melanie Marshall Rosalind Brett Karen Pickering |                                                          |
| 4×200 m frisim 1 | Storbritannien Nicola Jackson Janine Belton Karen Legg Karen Pickering   | Tyskland Silvia Szalai Sarah Harstick Hannah Stockbauer Meike Freitag                                                                        | Japan Maki Mita Tomoko Hagiwara Tomoko Nagai Eri Yamanoi |
| 4×100 m medley   | Australien Dyana Calub Leisel Jones Petria Thomas Sarah Ryan             | USA Natalie Coughlin Megan Quann Mary Descenza Erin Phenix                                                                                   | Kina Zhan Shu Luo Xuejuan Ruan Yi Xu Yanwei              |

1 Australien kom först i mål men diskvalificerades. Även tvåan USA diskvalificerades men efter en överklagan tilldelades de också guldmedaljer i efterhand. De som fick guld i det amerikanska laget var Natalie Coughlin, Diana Munz, Cristina Teuscher och Julie Hardt.

### Vattenpolo[4]
| Turnering       | Guld    | Silver      | Brons    |
| Herrar detaljer | Spanien | Jugoslavien | Ryssland |
| Damer detaljer  | Italien | Ungern      | Kanada   |

### Öppet vatten-simning[5]

#### Herrar
| Gren | Guld                         | Silver                       | Brons                    |
| 5km  | Luca Baldini Italien         | Jevgeni Bezrutjenko Ryssland | Marco Formentini Italien |
| 10km | Jevgeni Bezrutjenko Ryssland | Vladimir Djattjin Ryssland   | Fabio Venturini Italien  |
| 25km | Juri Kudinov Ryssland        | Stéphane Gomez Frankrike     | Stéphane Lecat Frankrike |

#### Damer
| Gren | Guld                  | Silver                       | Brons                        |
| 5km  | Viola Valli Italien   | Peggy Büchse Tyskland        | Hayley Lewis Australien      |
| 10km | Peggy Büchse Tyskland | Irina Abysova Ryssland       | Edith van Dijk Nederländerna |
| 25km | Viola Valli Italien   | Edith van Dijk Nederländerna | Angela Maurer Tyskland       |